# John McClelland (Kulturhistoriker)
John McClelland (* 1940) ist ein kanadischer Kulturhistoriker, Professor für Renaissance-Studien, französische und Vergleichende Literaturwissenschaft und Sportgeschichte.

## Leben
McClelland studierte am Victoria College der University of Toronto von 1958 bis 1962 Französische Literatur mit dem Schwerpunkt Renaissance. Nach dem BA ging er an die University of Chicago, wo er 1965 promovierte (über Pontus de Tyard). Seit dieser Zeit gilt er als ausgewiesener Forscher der Renaissance, zumal er sechs Sprachen und ihre frühneuzeitlichen Entsprechungen beherrscht. Nach einem Jahr an der Mount Allison University (Sackville, New Brunswick) und zwei Jahren an der  University of Western Ontario (London (Ontario)), kehrte er 1968 an das Victoria College (heute Victoria University) in der University of Toronto zurück, wo er nach und nach vom Lektor bis zum ordentlichen Professor aufstieg, 2008 emeritiert wurde und seit seinem Ruhestand als Distinguished Senior Fellow am Centre for Reformation and Renaissance Studies der Universität verbunden bleibt. Er war zudem dem Institute for Comparative Literature zugeordnet, lehrte regelmäßig die Sportgeschichte von der Antike bis zur frühen Neuzeit an der Fakultät für Sportwissenschaft der University of Toronto und arbeitete in der Semiotik-Arbeitsgruppe der Universität mit. Er war mehrfach Gastprofessor in Italien, Frankreich und Deutschland (Georg-August-Universität Göttingen).

## Wissenschaftliche Bedeutung
Als Experte für die Literatur der Renaissance setzte er sich frühzeitig mit Körpertechniken der Renaissance auseinander. So konnte er zeigen, dass die Vorstellungen der Leibesübungen in der Renaissance einerseits denen der Antike entsprachen, aber auch bereits sehr modern waren, da alle Kriterien des modernen Sports nach Allen Guttmann auch bereits im 16. Jahrhundert erfüllt waren. Durch seine immense Kenntnis der Primärliteratur der Renaissance, der gedruckten und ungedruckten Quellen, gilt er als führender Kulturhistoriker der Körpertechniken einschließlich des Sports. Er ist Fellow des European Committee for Sports History.

## Werke
- Lieu commun et poésie à la Renaissance. In: Etudes francaises. 13, 1973, 1–2, S. 53–70.
- Body and mind sport in Europe from the Roman empire to the Renaissance. Routledge, London 2007, ISBN 978-0-7146-5357-0.
- mit Arnd Krüger (Hrsg.): Die Anfänge des modernen Sports in der Renaissance (= Beiträge und Quellen zu Sport und Gesellschaft, Band 2). Arena, London 1984, ISBN 0-902175-45-9.
- Montaigne, the sports of Italy. In: Renaissance and Reformation. 27, 2003, 2, S. 41–51.
- mit Brian Merrilees (Hrsg.): Sport and culture in early modern Europe. Centre for Reformation and Renaissance Studies, Toronto 2009, ISBN 978-0-7727-2052-8.
- als Hrsg.: Les erreurs amoureuses  / Pontus de Tyard (= Textes littéraires français, vol. 136). Droz, Genf / Minard, Paris 1967.
- La fonction communicative des masques dans les comédies italiennes de Mozart. In: Canadian University Music Review. 5, 1984, S. 179–197.
- Music with words, Semiotics/Rhetorics. In: A Journal of the History of Rhetorics. 7, 1990, S. 187–211.
- The accidental sports tourist. Travelling and spectating in Medieval and Renaissance. In: Sports Tourism. 5, 2013, 2, S. 161–171.